# Stemma di Sint Maarten
Lo stemma di Sint Maarten è l'emblema identificativo di uno dei quattro stati che formano il Regno dei Paesi Bassi.

## Caratteristiche
Lo stemma di Sint Maarten è costituito da uno scudo sovrastato da un sole che sorge, mentre ai piedi dell'emblema, in un nastro, vi è il motto in latino, Semper Pro Grediens (traducibile con Progredendo sempre). All'interno dello scudo vi è il disegno di un palazzo di giustizia, un monumento nell'angolo in alto a destra e un fiore di Lantana camara  (il fiore nazionale) nell'angolo in alto a sinistra. Davanti al sole che sorge vi è il pellicano, l'uccello nazionale di Sint Maarten.